# A kísértetkastély (regény)
A kísértetkastély, angolul: The Secret of Terror Castle, Robert Arthur egyik leghíresebb regénye, melyet 1964-ben adtak ki. A regényíró az 1900-as évek közepén élt, ezáltal regényeivel már a mai világban megszokott elemekkel is találkozunk.

## A cselekmény összefoglalása
|  | Alább a cselekmény részletei következnek! |

A három főszereplője Jupiter Jones, Peter Crenshaw és Bob Andrews. A mű előzeteséből megtudjuk, hogy Jupiter Jones egy Rolls-Royce-ot nyert, amihez egy sofőrt is kapott. Az autó használata az egész nyomozásban nagy segítségükre lesz. A fiúk megalakítják a "Három nyomozó" csapatot, melynek ők a tagjai. Mivel a hollywoodi filmrendező, Mr. Clarke egy valódi kísértetkastélyt keresett új filmje forgatásához, a fiúk is felajánlották, hogy segítenek a keresésben, ha a rendező első nyomozásukról szóló újságcikkhez bevezetőt ír. Bob kutatásokat végez a könyvtárban, ahol kideríti, hogy a közelükben levő Black Canyonban egy, a néma filmek idejében híres színész kastélya üres, és a kastélyba az addig beköltözni vágyók elmenekültek onnan, mivel kísérteteket véltek hallani és látni a kastélyban. 
A fiúk meglátogatják a kastélyt, de hamar elmenekülnek onnan, mivel egy megmagyarázhatatlan irtózat tör rájuk. A fiúk meglátogatják a Súgó-t, aki a filmszínész, Stephan Terrill ügyintézője volt, amikor még élt. Ekkor derül ki, hogy halálát egy autóbaleset okozta. Az autójával behajtott egy folyóba, majd a holttestét nem találták. Kastélyában egy levelet találtak, amiben elmondja, hogy a kastélyban a szelleme fogja a kísérteni az embereket. Mikor a "Főhadiszállásukra" mennek – ami nem más, mint Jupiter nagybátyjának roncstelepén egy már használhatatlan lakókocsi – Jupiter megsérül. A kórházban ideje lesz elgondolkodni az eseményeken. Megkéri két nyomozó társát, hogy menjenek el nappal a kastélyba és készítsenek hangfelvételeket és képeket. A képek láttán Jupiter sejt egyes dolgokat, ám ezekről nem számol be barátainak, hanem egy este együtt mennek el a kastélyba. 
Peter és Jupiter együtt mennek be elsőkként, és ott rájuk tör az irtózat. Hallják a régi orgonán játszani a kék szellemet, ám mikor le akarják fényképezni, csapdába csalják őket, megkötözik és elviszik egy alsó cellába, ahol foglyul ejtik őket. Időközben Bob és az autó vezetője együtt bemennek, mert már izgultak, vajon merre lehetnek barátaik. Megkapják őket és megtudják, hogy őket egy úgynevezett csempészcsapat fogta el, akik főhadiszállása a kastélyban volt. Ám a fiatal nyomozók egy föld alatti alagúton eljutnak a Súgó házához. Ott tisztázzák a dolgokat és kiderül, hogy Stephan Terrill nem volt halott, hanem álcázta magát, és a Súgóként élt tovább. Rájöttek, hogy a paranormálisnak vélt események miért történtek.
A felderített kastélyról szerzett információkat elmondták a filmrendezőnek, aki végül megírta a bevezetést számukra, és egy új nyomozási tárgyat is felajánlott nekik.
|  | Itt a vége a cselekmény részletezésének! |

## Magyarul
- A Kísértetkastély; Alfréd Hitchcock ötletéből, ford. Niszler Mihály; Metrum, Bp., 1989